# Chalcosyrphus elongatus
Chalcosyrphus elongatus är en tvåvingeart som först beskrevs av Hardy 1921.  Chalcosyrphus elongatus ingår i släktet mulmblomflugor, och familjen blomflugor. Inga underarter finns listade i Catalogue of Life.